# Daciano da Costa
Daciano Henrique Monteiro da Costa ComIH • GOM (Lisboa, 3 de Setembro de 1930 - Lisboa, 18 de Setembro de 2005) foi um arquiteto, pintor, designer e professor português. Foi um dos mais destacados designers portugueses. São de sua autoria a arquitectura de interiores, o equipamento ou o mobiliário de espaços tão emblemáticos como a Reitoria da Universidade de Lisboa, a Fundação Calouste Gulbenkian, a Biblioteca Nacional, o Teatro Villaret e a Casa da Música. A sua longa colaboração com a Metalúrgica da Longra revelou-se das mais produtivas da indústria portuguesa no domínio do design industrial.
Figura central na afirmação do design em Portugal, desenvolveu, enquanto professor na Faculdade de Arquitectura da Universidade de Lisboa, um trabalho estruturante no ensino desta disciplina. Ganhou vários prémios durante a sua prolífica carreira.

## Biografia
Daciano da Costa fez o curso de Pintura Decorativa da Escola de Artes Decorativas António Arroio (1943-48) e o Curso de Pintura da Escola Superior de Belas-Artes de Lisboa (1950-1961). Iniciou atividade em Design sob orientação de Frederico George (1947-1959) tendo estabelecido um atelier próprio em 1959. Abandonou uma carreira promissora nas artes plásticas e estabeleceu então um ateliê em nome próprio, dando início a uma obra que rapidamente seria reconhecida e valorizada pelos seus colegas de profissão, pela crítica e pelo público.
Em 1960, o arquiteto António Pardal Monteiro confiava-lhe o seu primeiro projeto de grandes dimensões em Design de interiores e mobiliário: a Reitoria e Aula Magna da Universidade de Lisboa. São exemplares do seu talento e coerência os projetos de interiores e mobiliário para edifícios como a Biblioteca Nacional de Lisboa (1965-1969), o Casino do Estoril (1966), o Teatro Villaret (1964-1965), o edifício-sede e museu da Fundação Calouste Gulbenkian (1966-1969), o centro de documentação do LNEC (1971), os hotéis Madeira Hilton (1970-1971), Altis e Penta (1971-1975), o Casino Park Hotel, no Funchal (1972-1984), as lojas da TAP, no país e no estrangeiro (1972-1976), a Aerogare 2 do Aeroporto de Lisboa (1980), o Centro Cultural de Belém (1990-1992), Paços do Concelho de Lisboa (1997-1998), entre muitos outros.
A partir de 1962 colaborou com a Metalúrgica da Longra, onde fez design de mobiliário para escritórios e foi um dos principais responsáveis pela política de inovação da empresa.
A sua carreira estendeu-se ainda ao Design Gráfico, ao Design Urbano, e ao Design de Exposições (representação de Portugal na Hemisfair 68 /Texas World Fair; Pavilhão de Portugal na Expo 70, em Osaka; XVII Exposição Europeia de Arte, Ciência e Cultura, em 1982; Porta do Sol, na Expo '98), 
Daciano da Costa desempenhou ainda um papel pioneiro e seminal no ensino do design em Portugal, passando o seu testemunho a sucessivas gerações de arquitetos e designers, propondo-lhes o seu modo de entender o ambiente construído. Defendia a existência de uma unidade fundamental entre as diversas escalas do projeto – do território à cidade, da arquitetura ao objeto de uso –, fazendo a apologia de um património que lhes é comum: a "cultura do desenho", a racionalidade e o método. Entendia que todos os objetos participam na construção do ambiente humano e que estes apenas podem ganhar sentido no seu contexto, tanto nas suas dimensões físicas (o contexto construído) como nas suas dimensões culturais (o contexto socio-económico, o contexto histórico...). 
Desenvolveu atividade pedagógica na área do Design desde 1954 em diversos níveis de ensino oficial e privado. Colaborou com a Metalúrgica da Longra (a partir de 1962) e em 1974 fundou a empresa Risco, orientada para o desenvolvimento de projetos de Design Industrial, Design de Exposições e Design Gráfico.
Em 1977 começou a exercer como professor convidado do Departamento de Arquitectura da Escola Superior de Belas-Artes de Lisboa, hoje Faculdade de Arquitectura da Universidade de Lisboa, tendo sido nomeado professor catedrático do Departamento de Arte e Design da Faculdade de Arquitectura da Universidade Técnica de Lisboa, em 1992. Em 2002 foi coordenador científico do primeiro Curso de Mestrado em Design da Faculdade de Arquitetura.

## Obra
São exemplares do seu talento e coerência os projetos de interiores e mobiliário para edifícios como a Reitoria e Aula Magna da Universidade de Lisboa, Biblioteca Nacional de Lisboa (1965-1969), o Casino do Estoril (1966), o Teatro Villaret (1964-1965), o edifício-sede e museu da Fundação Calouste Gulbenkian (1966-1969), o centro de documentação do LNEC (1971), os hotéis Madeira Hilton (1970-1971), Altis e Penta (1971-1975), o Casino Park Hotel, no Funchal (1972-1984), as lojas da TAP, no país e no estrangeiro (1972-1976), a Aerogare 2 do Aeroporto de Lisboa (1980), o Centro Cultural de Belém (1990-1992), Paços do Concelho de Lisboa (1997-1998), entre muitos outros.
A partir de 1962 colaborou com a Metalúrgica da Longra, onde fez design de mobiliário para escritórios e foi um dos principais responsáveis pela política de inovação da empresa.
A sua carreira estendeu-se ainda ao Design Gráfico, ao Design Urbano, e ao Design de Exposições (representação de Portugal na Hemisfair 68 /Texas World Fair; Pavilhão de Portugal na Expo 70, em Osaka; XVII Exposição Europeia de Arte, Ciência e Cultura, em 1982; Porta do Sol, na Expo '98), 
Daciano da Costa criou interiores para o Coliseu dos Recreios, Centro Cultural de Belém, Paços do Concelho de Lisboa, Biblioteca Nacional e Casa da Música.
De 7 de outubro a 13 de novembro de 2004 esteve aberta ao público, na Biblioteca Nacional, uma exposição sobre a obra de Daciano da Costa, considerado nesse evento, como um dos "grandes vultos da arquitectura portuguesa do século XX", juntamente com Porfírio Pardal Monteiro.
Em 16 de junho de 2010 a família de Daciano da Costa e a Câmara municipal de Lisboa assinaram um protocolo para cedência, em depósito, da obra do mestre ao MUDE - Museu do Design e da Moda.

Em 1992, escreveu:

### Obra publicada
- Croquis de Viagem, 1994
- Design e Mal-Estar, Centro Português de Design, 1998

Em 2003, a Direcção-Geral dos Edifícios e Monumentos Nacionais integrou uma parte substancial do arquivo de Daciano da Costa, constituído por esboços, desenhos técnicos, maquetas, apontamentos e notas resultantes da sua actividade até 1994. Este espólio, guardado no Forte de Sacavém, está a ser tratado, estudado e digitalizado para futura divulgação pelo SIPA - Sistema de Informação do Património Arquitectónico (Instituto da Habitação e da Reabilitação Urbana IHRU).

## Prémios e distinções
- Prémio Constantino Fernandes (Academia Nacional de Belas Artes).
- 1962 recebeu o Prémio Ferreira Chaves (ESBAL), destinado aos alunos com máxima classificação do curso de Pintura.
- A 9 de Junho de 1995 foi agraciado pelo Presidente da República com o grau de Grande-Oficial da Ordem do Mérito e a 10 de Maio de 2001 recebeu o grau de Comendador da Ordem do Infante D. Henrique.[8]
- Em 2001 recebeu o prémio anual de Arquitectura da Secção Portuguesa da Associação Internacional dos Críticos de Arte e a medalha da Sociedade Nacional de Belas-Artes. No ano seguinte foi nomeado Sócio Honorário da Ordem dos Arquitectos.[9]
- Doutor Honoris Causa pela Universidade de Aveiro (2003)[10] e pela Universidade Técnica de Lisboa (2004).[11]